# Cens d'entitats de foment de la llengua catalana

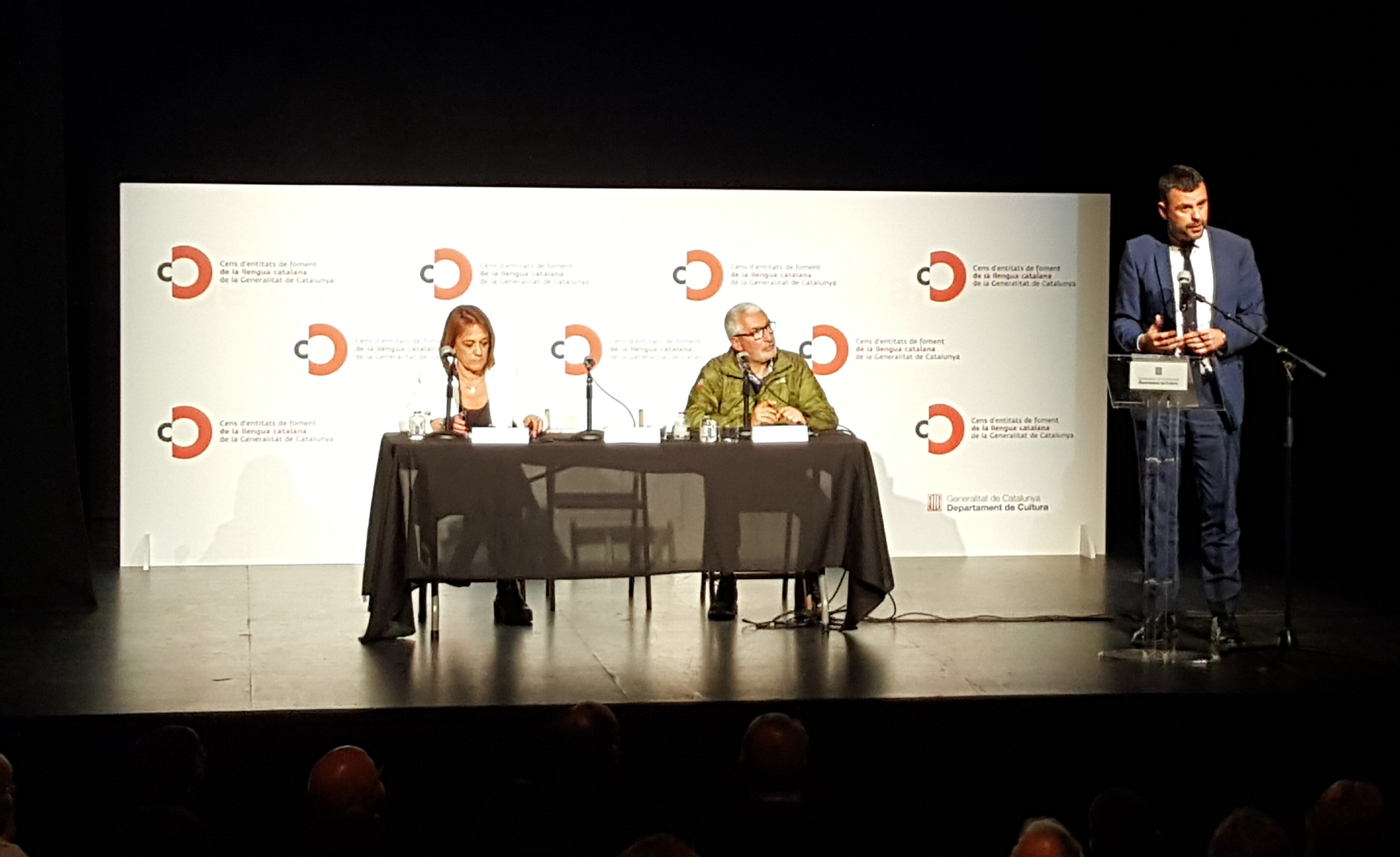
Presentació durant la trobada 2017

El Cens d'entitats de foment de la llengua catalana és una llista de fundacions i associacions que duen a terme activitats per fomentar la llengua catalana, dins del seu àmbit d'actuació (creada per la Direcció General de Política Lingüística del Departament de Cultura de la Generalitat de Catalunya). S'entén per foment de la llengua catalana la realització d'activitats que promouen actituds positives envers el català o tendeixen a incrementar-ne el coneixement o l'ús entre la població en general o en col·lectius concrets.
El cens es va establir el 2002 amb la finalitat d'estimular-les a continuar treballant en aquest àmbit. Deu anys més tard, aquesta normativa va ser actualitzada amb la finalitat de facilitar el procés d'inclusió de noves entitats.
La Direcció General de Política Lingüística du a terme l'elaboració d'aquest Cens, per la qual cosa s'encarrega de difondre les bases esmentades, que són publicades al DOGC, i en vetlla l'acompliment amb relació a les entitats que s'hi acullen. Poden formar-ne part les entitats que tenen previst en els seus estatuts la finalitat de foment de la llengua catalana o les que duen a terme activitats per impulsar-ne l'ús. A més, han d'estar constituïdes legalment abans de l'1 de gener de l'any en què presenten la sol·licitud. Les donacions a favor de fundacions o associacions que facin activitats de foment de la llengua i que figurin en el Cens que elabora el Departament de Cultura, desgraven en l'Impost sobre la Renda de les Persones Físiques.
En el primer any s'hi van inscriure 22 entitats, de les quals en 2020 encara en formaven part 15, i el 2013, formaven part del Cens d'entitats de foment de la llengua catalana un total de 120 associacions i fundacions. S'hi van incorporar 37 entitats respecte a l'any anterior, amb un increment interanual de 39,5%, el més alt d'ençà que es va crear. El 2017 en formaven part 198 entitats, i en 2020, 254.
La immensa majoria d'entitats del Cens tenen la residència a la demarcació de Barcelona, àrea on no tan sols hi ha més entitats sinó també més persones immigrades amb necessitat de coneixement del català, objectiu destacat de l'actuació de les entitats. Més enllà d'aquesta demarcació, també n'hi ha tant a la resta de Catalunya com en els territoris de parla catalana. Pel que fa a l'àmbit d'actuació bàsica de les entitats incloses, es pot comprovar que més enllà de les que tenen la mateixa vitalitat de la llengua com a objectiu, la gran majoria són de tipus cultural, però també és rellevant el nombre de les que tenen com a objectiu la integració social, els joves i el lleure.